# Keith Williams
(en) Statistiques sur pro-football-reference
Keith Williams, né le 8 avril 1988 à Florissant, est un joueur américain de football américain. 

## Enfance
Williams étudie à la McCluer High School où il joue comme offensive tackle et defensive tackle. Lors de sa dernière année, il fait vingt-quatre tacles, un sack et récupère un fumble. L'équipe de son lycée remportera lors de cette saison, un nouveau titre de champion du Missouri. Il figure parmi les quinze meilleurs joueurs de l'État du Missouri selon Rivals.com.

## Carrière

### Université
En 2006, il entre à l'université du Nebraska et fait une année comme redshirt. La ligne offensive du Nebraska sera surtout connue pour son impact, permettant aux running backs de cumuler le plus de yards de la conférence Big 12 à chaque saison.

### Professionnel
Keith Williams est sélectionné au sixième tour du draft de la NFL de 2011 par les Steelers de Pittsburgh avec qui il fait le camp d'entraînement et les matchs de pré-saison. Il n'est pas gardé et libéré le 2 septembre.
Le 20 septembre 2011, il signe avec l'équipe d'entraînement des Bills de Buffalo.

## Palmarès
- Seconde équipe de la conférence Big 12 2010 selon Rivals.com
- Troisième équipe de la conférence Big 12 2010 selon Phil Steele (journaliste sportif)
- Mention honorable de la conférence Big 12 2010 selon l'Associated Press et les entraîneurs des équipes de la NCAA